# Station Noda
Station Noda (野田駅, Noda-eki) is een spoorwegstation in de wijk Fukushima-ku in Osaka. Het wordt aangedaan door de Osaka-ringlijn. Het is een onbemand station en wordt bediend door het nabijgelegen station Nishikujō. Verder is er ook een rangeerterrein. Het station dient niet verward te worden met het station Noda gelegen aan de Hanshin-lijn.

## Geschiedenis
In 1898 werd het station geopend aan de Nishinari-lijn en in 1961 kwam het aan de Osaka ringlijn te liggen.

## Treindienst

### JR West
| 1 | ■Osaka-ringlijn | naar Nishikujō, Bentenchō en Tennōji |
| 2 | ■Osaka-ringlijn | naar Ōsaka en Kyōbashi               |

## Overig openbaar vervoer
- Bussen 56, 77, 81 en de Fukushima-ringlijn

## Stationsomgeving
- Station Tamagawa voor de Sennichimae-lijn
- Groothandelsmarkt van Osaka
- Hotel New Matsugae
- Toyoko Inn Hotel JR Nodaekimae
- McDonald's

Osaka · Fukushima · Noda · Nishikujo · Bentencho · Taisho · Ashiharabashi · Imamiya · Shin-Imamiya · Tennoji · Teradacho · Momodani · Tsuruhashi · Tamatsukuri · Morinomiya · Osakajo-koen · Kyobashi · Sakuranomiya · Temma · Osaka